# سيانات الفضة
سيانات الفضة Silver cyanate هي مركب كيميائي؛ وهي سيانات ملح الفضة. صيغته الكيميائية AgCNO.
ويمكن تحضيرها عن طريق تفاعل سيانات البوتاسيوم أو يوريا مع نترات الفضة.
{\displaystyle \mathrm {AgNO_{3}+KOCN\longrightarrow AgOCN\downarrow +\ KNO_{3}} }
سيانات الفضة هي مسحوق رمادي اللون أو بيج (قريب من الأصفر) . ويتبلور في شكل نظام بلوري أحادي الإنحناء monoclinic من المجموعة الفراغية P21/m ، وإحداثياته a = 547.3 بيكو متر, b = 637.2 pm, c = 341.6 pm, وزاوية انحنائه β = 91°.
عندما يتفاعلسيانات الفضة مع حمض النتريك ينشأ ثاني أكسيد الكربون ونترات الأمونيوم.
{\displaystyle \mathrm {AgOCN+2HNO_{3}+H_{2}O\longrightarrow } }
{\displaystyle \mathrm {AgNO_{3}+CO_{2}\uparrow +\ NH_{4}NO_{3}} }

## اقرأ أيضا
- بيوريت
- يوريا
- سيانات الرصاص
- سيانات الأمونيوم
- سيانات البوتاسيوم